# Moulin à farine de Cerdon
Le moulin à farine de Cerdon est un moulin situé à Cerdon, dans le département de l'Ain, en France.

## Protection
Le moulin dans son ensemble fait l’objet d’une inscription au titre des monuments historiques depuis le 18 septembre 2015.